# Роман Вега
Роман Габріель Вега (ісп. Román Gabriel Vega, нар. 1 січня 2004, Буенос-Айрес, Аргентина) — аргентинський футболіст, фланговий захисник клубу «Архентінос Хуніорс».

## Ігрова кар'єра

### Клубна
Роман Вега народився у Буенос-Айресі і є вихованцем футбольної академії столичного клубу «Архентінос Хуніорс». Дебют футболіста на професійному рівні відбувся у сезоні 2021/22.
Перед початком сезону 2022/23 Вега відправився до Європи, де на правах оренди приєднався до іспанської «Барселони». Але провів сезон, виступаючи за дублюючий склад «Барселона Б» у третьому дивізіоні Іспанії. У серпні 2023 року Вега повернувся до «Архентінос Хуніорс».

### Збірна
У 2023 році Роман Вега у складі молодіжної збірної Аргентини брав участь у домашньому молодіжному чемпіонаті савіту, де провів два матчі.